# Cyclops korostyschevi
Cyclops korostyschevi is een eenoogkreeftjessoort uit de familie van de Cyclopidae. De wetenschappelijke naam van de soort is voor het eerst geldig gepubliceerd in 1888 door Sovinsky.